# 埃米特 (堪薩斯州)
埃米特（英語：Emmett）是一個位於美國堪薩斯州波特瓦特米縣的城市。

## 地方資料
根據2020年美國人口普查的數據，埃米特的面積為0.51平方千米，當中陸地面積為0.51平方千米，而水域面積為0.00平方千米。當地共有人口170人，而人口密度為每平方千米333.33人。